# 汪輝祖
汪輝祖（1730年—1807年），字煥曾，號龍莊，浙江紹興府蕭山縣人。清代嘉時期的良吏。

## 生平
十一岁时父汪楷客死广东，赖继母王氏、生母徐氏抚养成人，十七岁入县学，乾隆三十三年（1768年）中举，開始赡养生母和继母。二十歲擔任师爷，历佐江浙州县牧令凡十六年，“讲习律令，剖条发蕴，寻绎究竟，轻重之间，不爽铢黍”，“治爰书不设成见，平情静虑，易地而身处，侔境揣形，反覆求间，予以可生之路”，精明干炼，博览群书，偵“童养媳非媳”案，时有“事经汪君，必无冤狱”之誉。乾隆四十年（1775年）年中進士，乾隆五十一年官湖南永州府甯遠縣知縣，曾言“親民之治，實惟州縣，州縣而上，皆以整飭州縣之治為治而已。”“州縣一官作孽易，造福亦易”。
汪輝祖同時也是一位史學家，自云“诸史年四十又八，始得内版二十一史及《旧唐书》、《明史》，通二十三种，五六年来佐吏余功，以读史自课”，成就颇大，“每谓史才难得，俗学多乖”，乃“考核同异，折衷是非”。乾隆五十六年（1791），以足疾归里，途经宁远时，“民空邑走送境上，老幼泣拥，舆不得行”
嘉慶元年（1796年）臥病，命兒輩著年譜《病榻夢痕錄》，後收入《汪龍莊遺書》。王宗炎曾撰《汪龍莊行狀》。著有《元史本證》、《史姓韻編》、《九史同姓名略》、《二十四史同姓名錄》、《三史同名錄》、《元史證字》、《學治臆說》、《佐治藥言》等。

## 延伸阅读
[在维基数据编辑]
 在维基文库阅读此作者作品
 《清史稿·卷477》，出自趙爾巽《清史稿》